# Лев Голландської Республіки

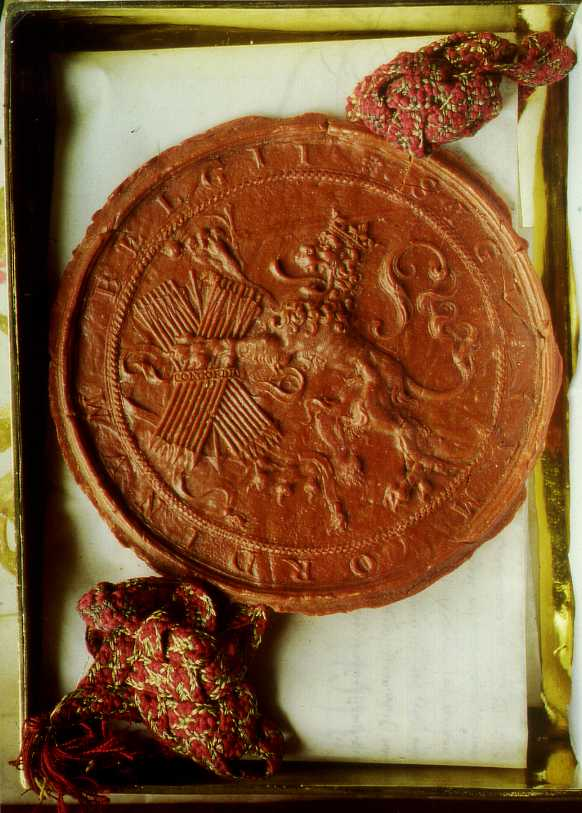
Печатка Генеральних штатів (1578)

Лев Голландської Республіки (також відомий як Лев Штатів) — знак Утрехтської унії, Республіки Об'єднаних провінцій Нідерландів і попередник нинішнього герба Королівства Нідерландів.

## Фон
Виділяють три основні геральдичні мотиви Нижньої Землі. Чорний лев на золоті Фландрії (див. Герб Фландрії), його реверс — золотий лев на чорному полі у Брабанті, а червоний лев на золотому тлі — Голландії. Є ще один лев, який варто згадати — червоний лев на синьо-білих смугах Люксембурга, оскільки їх правляча родина сиділа на імператорському троні як імператори Священної Римської імперії.
Фламандський лев походить від герба графів Фландрії. Вперше вони з'являються на печатці графа Філіпа Ельзаського, графа Фландрії з 1168 по 1191 рік, датованої 1163 роком. Таким чином, вони є найстарішим із багатьох територіальних гербів із зображенням лева в Низинних землях. Кажуть, що Філіп Ельзаський привіз прапор лева зі Святої землі, де в 1177 році нібито відвоював його у сарацинського лицаря, але це міф. Однак граф Філіп не був першим зі свого роду, який носив лева, оскільки його двоюрідний брат, Вільгельм Іпрський, уже використовував печатку із зображенням лева в 1158 році. Той простий факт, що лев з'явився на його особистій печатці з 1163 року, коли він ще не ступив жодного кроку в Леванті, це спростовує.
У той же період леви також з'явилися на гербах Брабанту, Люксембургу, Голландії, Лімбурга та інших територій, особливо Англії. Цікаво, що лев як геральдичний символ здебільшого використовувався на прикордонних територіях і в сусідніх країнах Священної Римської імперії та Франції. Цілком імовірно, це був спосіб продемонструвати незалежність від імператора, який у своєму гербі використовував орла, і короля Франції, який використовував знамениті лілії. У Європі лев був добре відомою постаттю ще з римських часів через такі твори, як байки Езопа. В історії про Битву золотих шпор герб та відповідний їй бойовий клич Vlaendr'n den leeuw («Фландрія, лев!») відіграють вирішальну роль у формуванні фламандської свідомості, яку останнім часом популяризувала книга Де Леу ван Фландерен Гендріка Конскієнца. У результаті герб графства продовжує жити як герб Фламандської спільноти.
Герб Брабанту вперше використав, ймовірно, граф Ламберт I Лувенський, лев також задокументований на печатці міста Керпен 1306 року разом із червоним левом Лімбурга. Сьогодні цей герб використовують бельгійські королі.

Герб графів Фландрії
Герб герцогів Брабантських, який тепер використовується бельгійськими королями
Герб графів Голландії
Герб герцогів Люксембургу

Ці леви повторюються на багатьох гербах у Нідерландах, різних шляхетських родинах та на гербах інших провінцій:

Герб герцогів Гелдерландських із зображенням гербів Гелре та Юліха.
Герб графів Ено, що розквартирував Фландрію та Голландію.
Герб графів Намюра на основі герба Фландрії.
Герб графів Зеландських на основі герба Голландії.
Герб герцогів Лімбурга заснований на гербі Люксембурга.
Герб Оверейсела, заснований на гербі Голландії.

Коли Фландрське графство успадкували герцоги Бургундії в 1405 році, фламандський лев був розміщений на гербі їхнього династичного герба. Те саме сталося з Брабантським герцогством (і залежним від нього Лімбурзьким герцогством) у 1430 році, але, як не дивно, не з Голландським графством у 1432 році. У 1482 році вони разом із рештою бургундської спадщини перейшли до дому Габсбургів. Їхні нащадки, королі Іспанії, носять титул графів Фландрських (від Голландії вони відмовилися в 1648 році за Вестфальським договором) і герцогів Брабантських донині, і герб постійно використовувався до повалення короля Альфонсо XIII у 1931 році.

Герб герцога Бургундського (1404-1430)
Герб герцога Бургундського з 1430 року
Королівський герб Іспанії Габсбургів
Королівський герб Іспанії Бурбонів до 1931 року

Лев, що символізує Бургундські Нідерланди, вперше з'являється як герб на могилі Філіпа Красивого. Пізніше Карл V додав меч. Стріли використовувалися на монетах тощо з початку XVI століття для зображення сімнадцяти провінцій у низьких країнах під контролем Карла V.
У 1578 році, під час Вісімдесятирічної війни, Генеральні Штати замовили нову велику печатку, яка представляла лева, меч і 17 стріл разом. Хоча вільними від Іспанії залишалися тільки сім провінцій, ця печатка залишалася в ужитку до 1795 року.

## Новий державний лев

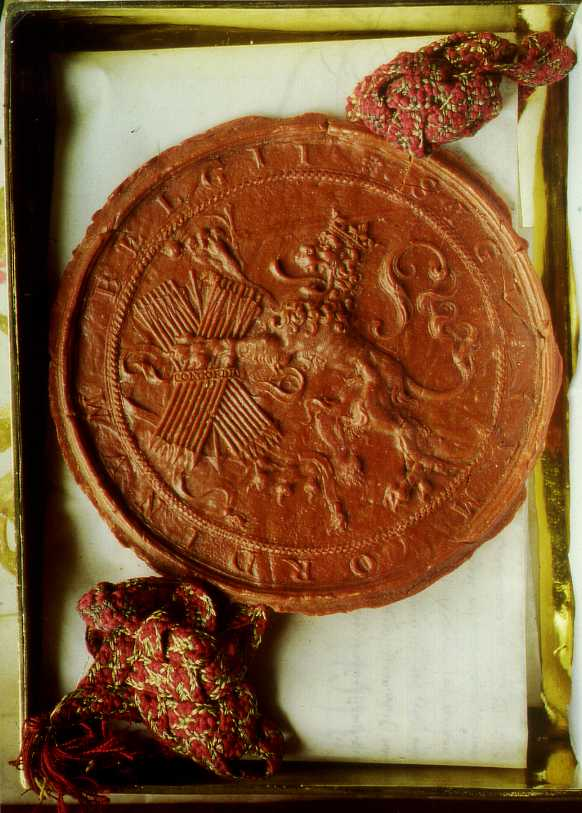
Велика печатка Генеральних штатів (1578), із зображенням лева Голландської Республіки

Після завершення свого формування в 1584 році Республіка Об'єднаних провінцій Нідерландів використовувала як герб: у золотому полі червоного коронованого лева із синім озброєнням, який тримав у своїй правиці меч, а в лівій лапі — сім тісно стиснутих одна до одної Лазурних стріл. Кольори цієї версії походять від найважливішої з семи провінцій, графства Голландія (його герб все ще використовується після того, як був прийнятий графами Голландії близько 1198 р.).
У 1665 році кольори були перевернуті до золотого лева на червоному тлі, щоб краще презентувати всі провінції союзу. Коли провінції Брабант, Гелдерланд, Фландрія, Голландія, Зеландія, Фрісландія, Мехелен і Утрехт 26 липня 1581 року підписали Акт про зречення, проголошуючи свою незалежність від Іспанії та Філіпа II, ці герби стали гербами нової нації.
Суверенітет федерального союзу підкреслювався титулом Генеральних штатів «їх шляхетні могутності, лорди-генеральні штати Об'єднаних провінцій Нідерландів» або голландською мовою «Den Heeren Hoog-Mogenden, Den Heeren Staten-Generaal der Verenigde Provinciën der Nederlanden») і короною на леві в гербі.

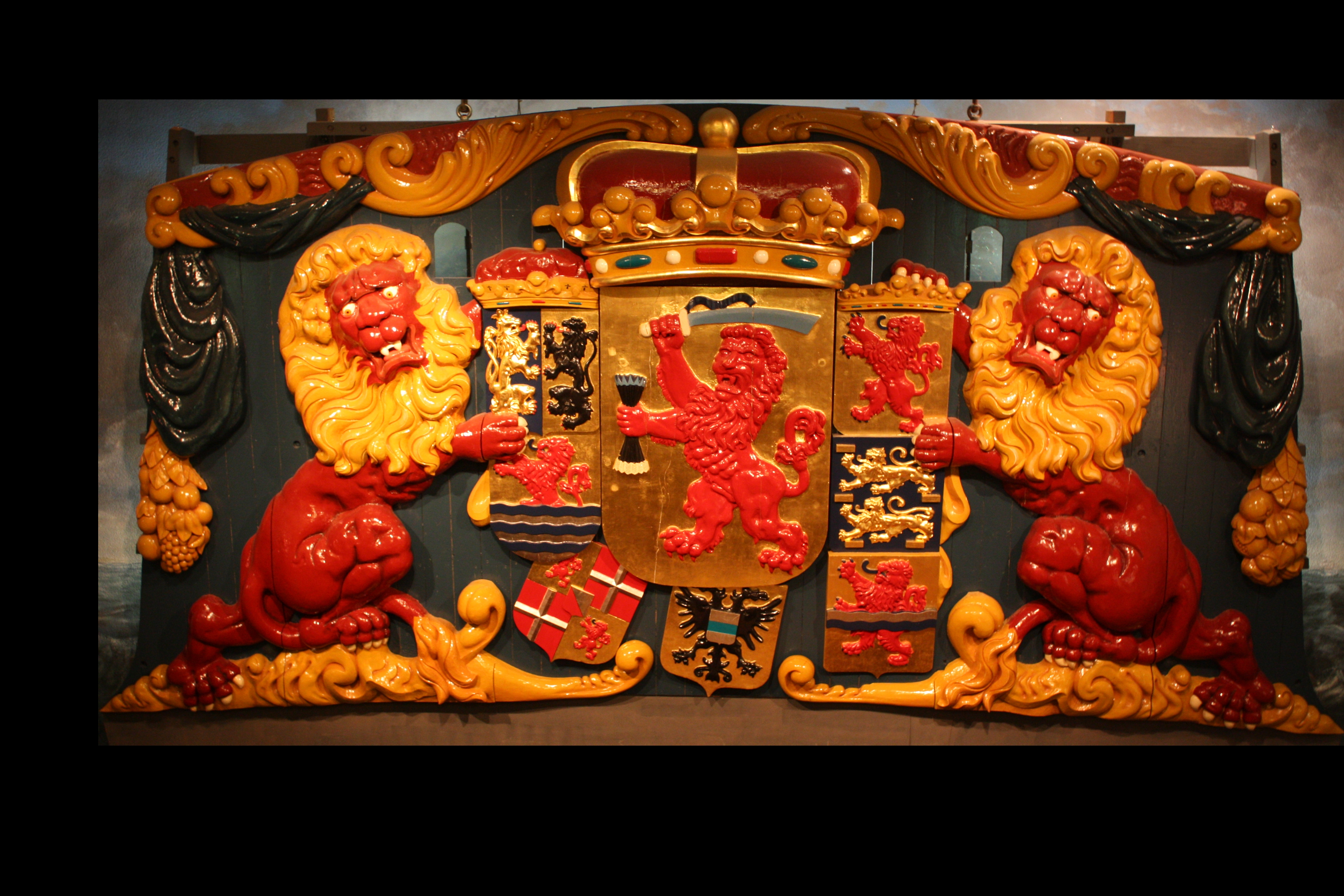
Герб республіки об'єднаних Нідерландів (бл. 1665). Корма провінції Зевен
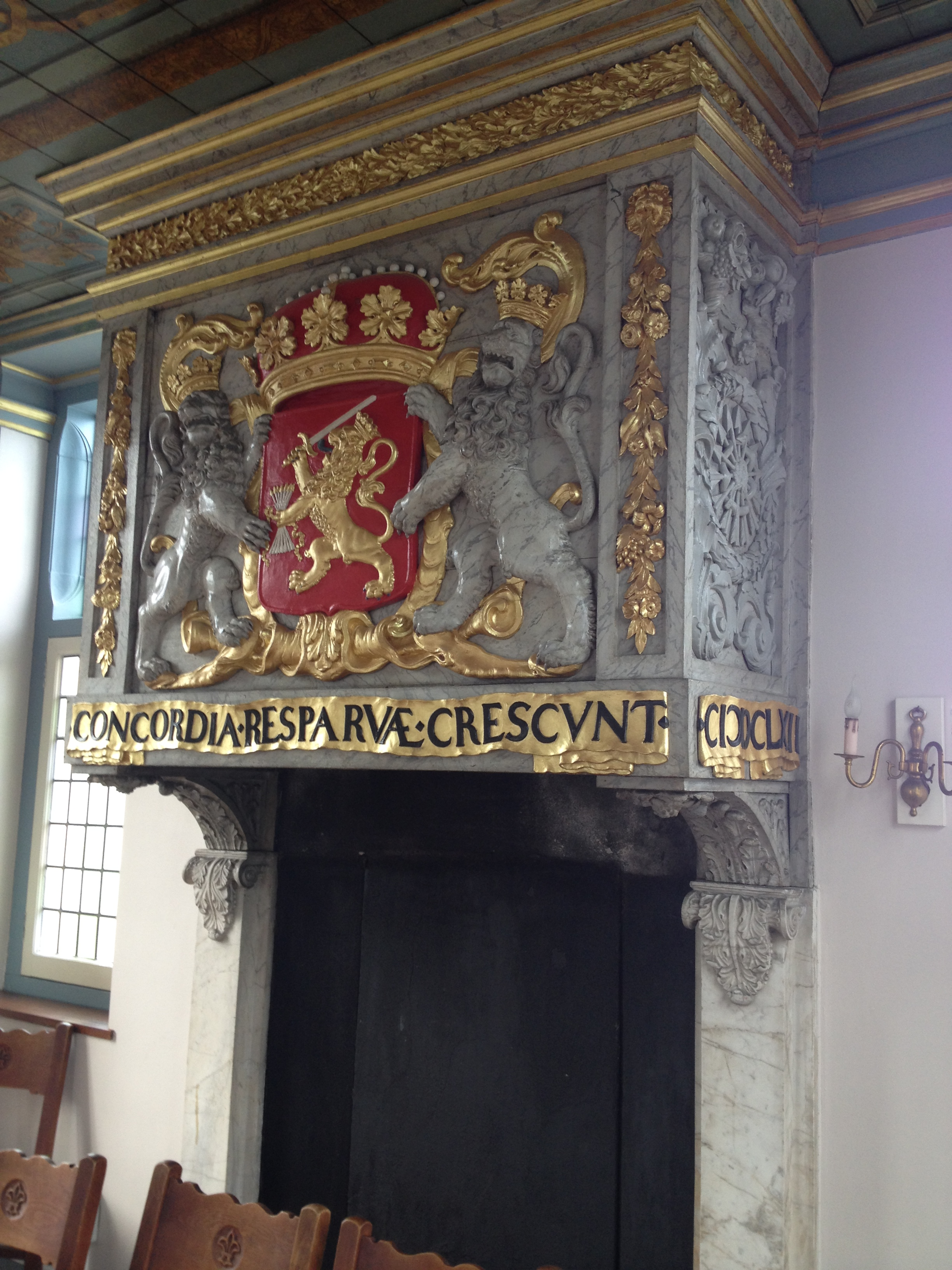
Герб республіки об'єднаних Нідерландів (після 1665 р.). Камін Kruithuis (Делфт)
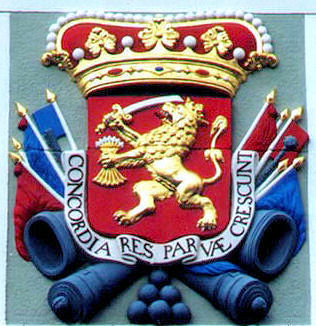
Герб "Республіки семи об'єднаних провінцій" (Нідерланди між 1665 - 1795). Рельєф у Дордрехті
Герб Нідерландської Республіки

З часом кількість стріл змінювалася. Спочатку їх було 17, незважаючи на те, що після падіння Антверпена в 1585 році Утрехтська унія нараховувала 11 округів. Вільгельм І Оранський сподівався, що всі сімнадцять провінцій Нідерландів зрештою будуть об'єднані. Однак цього не сталося, і тому їх кількість врешті змінили на 11, а зі скороченням Гронінгена на 7. У 1606 році на гербі встановлено 7 стріл, але до 1795 року печатка залишалася з 17 стрілами.

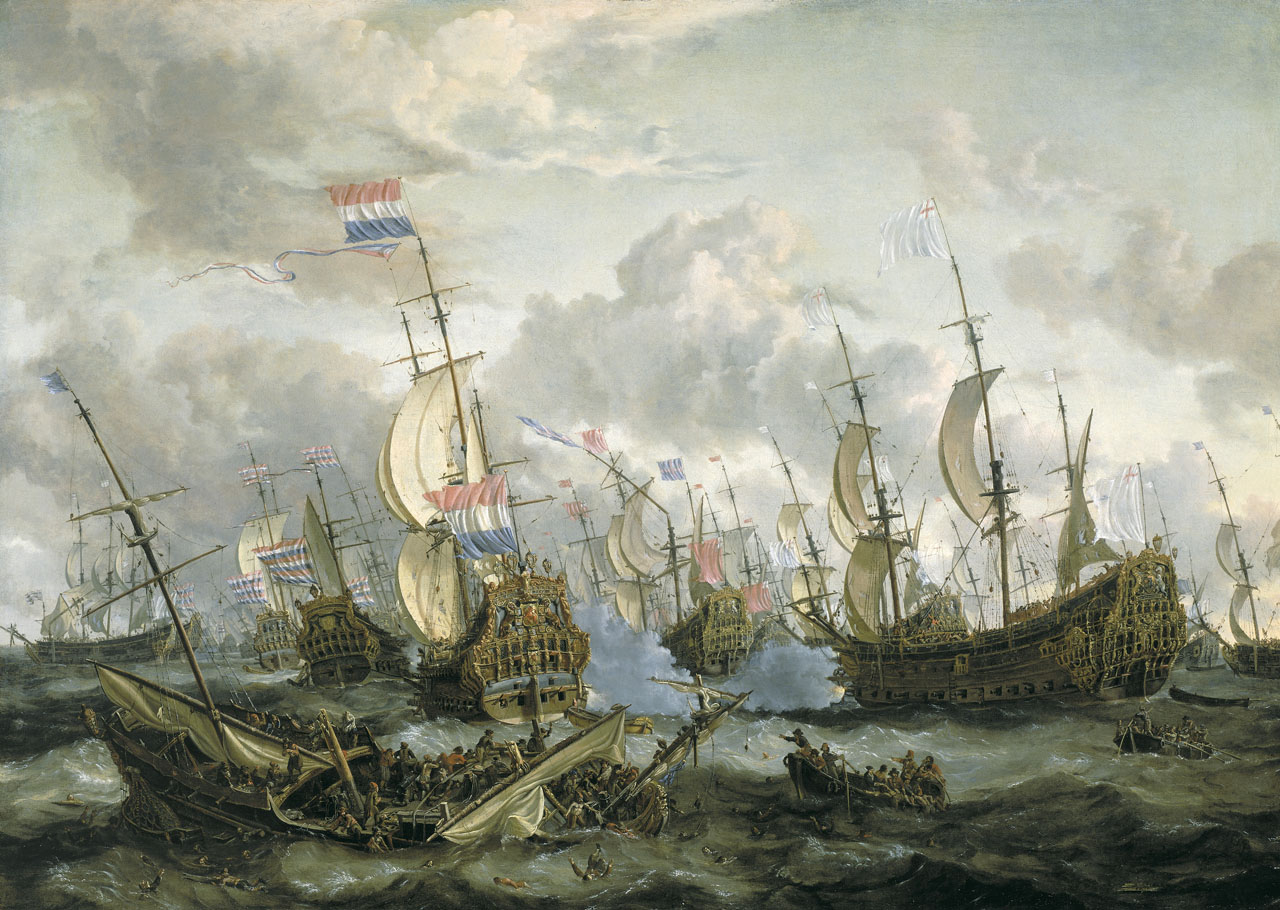
Королівський принц та інші судна під час чотириденної битви, — червня 1666 р. (Авраам Шторк) зображує битву Другої англо-голландської війни.

## Герцог Анжуйський

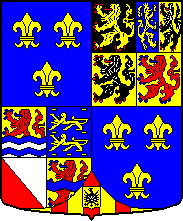
Герб Анжу як суверена Нідерландів. Правий кут, за годинниковою стрілкою: Гелдерланд, Голландія, Фландрія, Брабант. Лівий кут, за годинниковою стрілкою: Фрісландія, Оверейсел, Утрехт, Зеландія. Внизу: Мехелен. У 1-й і 4-й чвертях французькі лілії (нерозрізнені, тобто без червоного бордюру як герцог Анжуйський.

Під час проголошення голландської декларацієї незалежності територія під номінальним контролем Генеральних штатів неухильно зменшувалася. Парма стабільно прогресувала. Оранський був переконаний, що єдиний спосіб запобігти повній поразці — це відновити підтримку поміркованих, відчужених кальвіністським радикалізмом; заспокоїти все ще лояльних католиків на Півдні; і зберегти довіру німецьких лютеранських князів і короля Франції. Для досягнення цих цілей він тепер переконав Генеральні штати запропонувати суверенітет над Нідерландами молодшому братові Генріха III Французького, Франсуа, герцогу Анжуйському, який у 1578 році вже втрутився від імені Генеральних штатів. Останній прибув до Антверпена в січні 1581 року, де склав присягу фактично правити як «конституційний монарх» і був проголошений Генеральними штатами протектором Нідерландів.
На жаль, спроба Оранського замаскувати розбіжності всередині Генеральних штатів шляхом залучення Анжу не увінчалася успіхом. Голландія та Зеландія його побіжно визнавали, але в основному ігнорували, а з інших членів Утрехтського союзу Оверейсел, Гелдерланд і Утрехт його ніколи не визнавали.
Під час свого суверенітету Анжу замінив Генеральського Лева гербом, який він сам розробив, включаючи всі герби дев'яти на той час повстанських голландських провінцій із гербом Франції.
Сам Анжу був незадоволений своєю обмеженою владою і вирішив силою взяти фламандські міста Антверпен, Брюгге, Дюнкерк і Остенде. Він вирішив особисто очолити атаку на Антверпен 18 січня 1583 року. Намагаючись обдурити жителів Антверпена, Анжу попросив дозволу здійснити «радісний в'їзд» до міста, щоб вшанувати їх парадом.  Щойно його солдати увійшли, ворота Антверпена були зачинені за ними, і громадянське ополчення напало на них. Анжу ледве врятувався, і майже вся його армія загинула, ця подія відома як Французька лють.
Після цього Генеральні штати відновили попередні герби.

## Батавська республіка
Батавська республіка, заснована в 1795 році, використовувала в перший рік існування герб Голландської республіки, тобто голландського лева або лева з короною, снопом стріл і мечами. Але 4 травня 1796 року значок голландського лева було замінено вільним малюнком нідерландської діви навколо вівтаря з якорем і левом штатів з нею.
Заміна в 1801 році Батавської республіки Батавською співдружністю, головною ознакою якої був сильніший Великий пансіонарій, що виконував місцеву роль першого радника Бонапарта, також вплинуло на геральдику. 12 квітня 1802 року було вирішено, що новим знаком Речі Посполитої знову стане золотий лев на червоному полі. Кількість стріл, які несе лев в лапі, не встановлено. Він використовувався до тих пір, поки в 1806 році не було утворено Королівство Голландія для брата Наполеона, призначеного королем Голландії Лудовик I.

Печатка Батавської республіки, 1796–1802
Печатка Батавської співдружності, 1802–1806
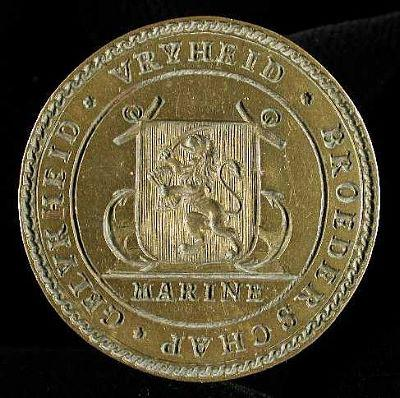
Печатка ВМС Батавської Республіки

## Королівство Голландія
Брат Наполеона Луї Бонапарт був призначений королем Голландії 5 червня 1806 року. Спочатку герб нового королівства мав бути схожим на герб Італійського королівства: орел із щитом із гербом Об'єднаних Нідерландів, лев, тепер у королівській короні. У грудні 1806 р. А. Реноді в Парижі розробив герб, що четвертує наполеонівського орла з левом Сполучених Нідерландів. Навколо щита був французький орден Великого Егля. За щитом схрещені скіпетри, характерні для наполеонівської геральдики, а над щитом зірка Наполеона.
Кілька місяців потому, 20 травня 1807 року, король Луї (тепер його називають «Lodewijk») змінив цей герб, додавши шолом, виключивши зірку свого брата та замінивши Великий Орден своїм власним голландським Орденом Союзу та старим голландським розробкою Eendracht maakt macht («Єдність дає силу») навколо щита. Прикладом нововведення в геральдиці Наполеона є дві руки, що виходять із-за хмар із-за щита і тримають мечі, позначаючи короля Луї як Коннетабля де Франс.

Герб Голландії (1806)
Герб Голландії (1808)

## Королівство Нідерланди
Коли Вільгельм VI Оранський повернувся до Нідерландів у 1813 році і був проголошений суверенним принцом Нідерландів, він четвертував колишній герб Нідерландської Республіки (1-й і 4-й квартали) гербом «Шалон-Оранж» (2-й і 3-й квартали), який став символом апельсина. Як щит він помістив свій родовий герб Нассау. (див. Будинок Оранж-Нассау). Коли він став королем у 1815 році, він поєднав лева Голландської республіки із заготовками герба Нассау та додав королівську корону, щоб сформувати герб Нідерландів. У 1907 році королева Вільгельміна замінила королівську корону на леві та щитотримачів на корону та видалила фалос лева.

Герб Генеральних штатів Нідерландської Республіки. Меч символізує рішучість захистити націю, а пучок із 7 стріл — єдність 7 Об’єднаних провінцій Нідерландської Республіки.
Герб дому Нассау, молодшої (оттонської) гілкою якого були принци Оранські.
Герб Вільгельма VI як суверенного принца Нідерландів.[5]
Перші герби королівства та королів Нідерландів з 1815 по 1907 рр.[6]
Герб Королівства та королів Нідерландів з 1907 року[6]

Герб суверенного князівства та Вільгельма VI Оранського 1813-1815.
Герб Нідерландів і голландського монарха 1815-1907.
Герб Нідерландів і голландського монарха після 1907 року.